# کوساجان
کوساجان (به لاتین: Kosacan) یک منطقه مسکونی در جمهوری آذربایجان است که در شهرستان شرور واقع شده است. کوساجان ۱۲۵۸ نفر جمعیت دارد.